# Liste du patrimoine immobilier classé de Frameries
Cette page regroupe l'ensemble du patrimoine immobilier classé de la ville belge de Frameries.
| Objet | Année de construction / Architecte | Adresse                                 | Section communale | Coordonnées                      | Numéro d’inventaire | Illustration |
| --- | ---------------------------------- | --------------------------------------- | ----------------- | -------------------------------- | ------------------- | --- |
| Le donjon de Sars-la-Bruyère (M) ainsi que l'ensemble formé par ce donjon et les terrains environnants (S) |                                    |                                         |                   | 50° 22′ 15″ nord, 3° 52′ 47″ est | 53028-CLT-0003-01   | Le donjon de Sars-la-Bruyère (M) ainsi que l'ensemble formé par ce donjon et les terrains environnants (S)                                                                                                |
| L'église Saint-Jean-Baptiste à Sars-la-Bruyère |                                    | Sars-la-Bruyère                         |                   | 50° 22′ 15″ nord, 3° 52′ 41″ est | 53028-CLT-0004-01   | L'église Saint-Jean-Baptiste à Sars-la-Bruyère |
| Pavillon situé dans le bois de Colfontaine et ses abords, à Frameries |                                    | Frameries                               |                   | 50° 22′ 38″ nord, 3° 50′ 50″ est | 53028-CLT-0005-01   | Image manquanteTéléverser |
| Le dispositif d'extraction et d'évacuation du puits n°11 sur le site charbonnier du Crachet, à Frameries. Ce dispositif comprend: le châssis à molettes, la galerie périphérique aérienne couverte et le bâtiment de la machine d'extrtaction (M) ainsi que les abords du châssis à molettes du puits n°11 sur le site charbonnier du Crachet (S) |                                    |                                         |                   | 50° 25′ 01″ nord, 3° 54′ 05″ est | 53028-CLT-0006-01   | site charbonnier du Crachet |
| Les façades et les toitures de l'immeuble sis place de l'église, n° 6 à Frameries |                                    | Place de l'église n° 6, te Frameries    |                   | 50° 24′ 38″ nord, 3° 53′ 35″ est | 53028-CLT-0007-01   | Les façades et les toitures de l'immeuble sis place de l'église, n° 6 à Frameries |
| Terril n°12 de Noirchain à Frameries |                                    | Frameries                               |                   | 50° 24′ 18″ nord, 3° 55′ 12″ est | 53028-CLT-0008-01   | Terril n°12 de Noirchain à Frameries |
| Les façades, voûtes et voussettes intérieures ainsi que les charpentes et la toiture de la maison Fénelon, dite, aussi Belle Maison sise rue Libiez, n°s 2 A et 2 B à Pâturages (+ COLFONTAINE/Pâturages) |                                    | Rue Libiez n°s 2 A et 2 B, te Pâturages |                   | 50° 23′ 42″ nord, 3° 51′ 45″ est | 53028-CLT-0009-01   | Les façades, voûtes et voussettes intérieures ainsi que les charpentes et la toiture de la maison Fénelon, dite, aussi Belle Maison sise rue Libiez, n°s 2 A et 2 B à Pâturages (+ COLFONTAINE/Pâturages) |
| Les façades et les toitures de l'immeuble sis place de l'église, n°8 à Frameries |                                    | Place de l'église n°8, te Frameries     |                   | 50° 24′ 38″ nord, 3° 53′ 35″ est | 53028-CLT-0010-01   | Les façades et les toitures de l'immeuble sis place de l'église, n°8 à Frameries |